# Halls Head
Halls Head is een aan de kust gelegen buitenwijk van Mandurah in de regio Peel in West-Australië.

## Geschiedenis
Halls Head werd naar Henry Hall vernoemd. In de jaren 1830 werd Hall er grond toegekend. Hij bouwde er rond 1832-34 een huisje. De grond rondom was er echter te onvruchtbaar en in 1836 verhuisde hij met zijn gezin naar Perth. Het huisje werd verhuurd, onder meer aan John Sutton.
In de jaren 1870 vestigde Henry Sutton, zoon van John Sutton, een boerderij in de omgeving.
Op 5 oktober 1970 werd de naam voor de buitenwijk geofficialiseerd. Sinds 1972 huist de 'Mandurah Historical Society' in 'Hall's Cottage'.
Halls Head werd in de jaren 1980 ontwikkeld. Ook de omgeving van 'Hall's Cottage' werd ontwikkeld. Er werd een kanaal gegraven op twintig meter van het huisje. Ten gevolge het 'WA Inc'-schandaal werd het project in de jaren 1990 door een koninklijke onderzoekscommissie onderzocht.

## Beschrijving
Halls Head maakt deel uit van het lokale bestuursgebied (LGA) City of Mandurah, waarvan Mandurah de hoofdplaats is.
De buitenwijk heeft grote shoppingcentra, medische faciliteiten, een sportstadion, een gemeenschapscentrum, een secundaire school en vier basisscholen.
'Old Halls Head', Seascapes, 'Robert Point', 'Doddies Beach', 'Blue Bay', 'Polleys Hole' en de 'Mandurah Country Club' maken deel uit van Halls Head. Een aantal woonwijken worden door kanalen doorkliefd en daarom kanaalwijken genoemd.
Tijdens de volkstelling van 2021 telde Halls Head 14.474 inwoners, tegenover 11.029 in 2006.

## Ligging
Halls Head ligt langs de van de Highway 1 deel uitmakende 'Old Coast Road', 75 kilometer ten zuidzuidwesten van de West-Australische hoofdstad Perth, 100 kilometer ten noorden van Bunbury en enkele kilometers ten westen van het centrum van Mandurah.
De wijk wordt begrensd door de Indische Oceaan in het noorden en het westen, het Mandurah-estuarium in het oosten en de 'Mandurah Bypass', 'Old Coast Road' en 'Vanessa Road' in het zuiden.

## Klimaat
Halls Head kent een warm mediterraan klimaat, Csa volgens de klimaatclassificatie van Köppen.

## Externe link

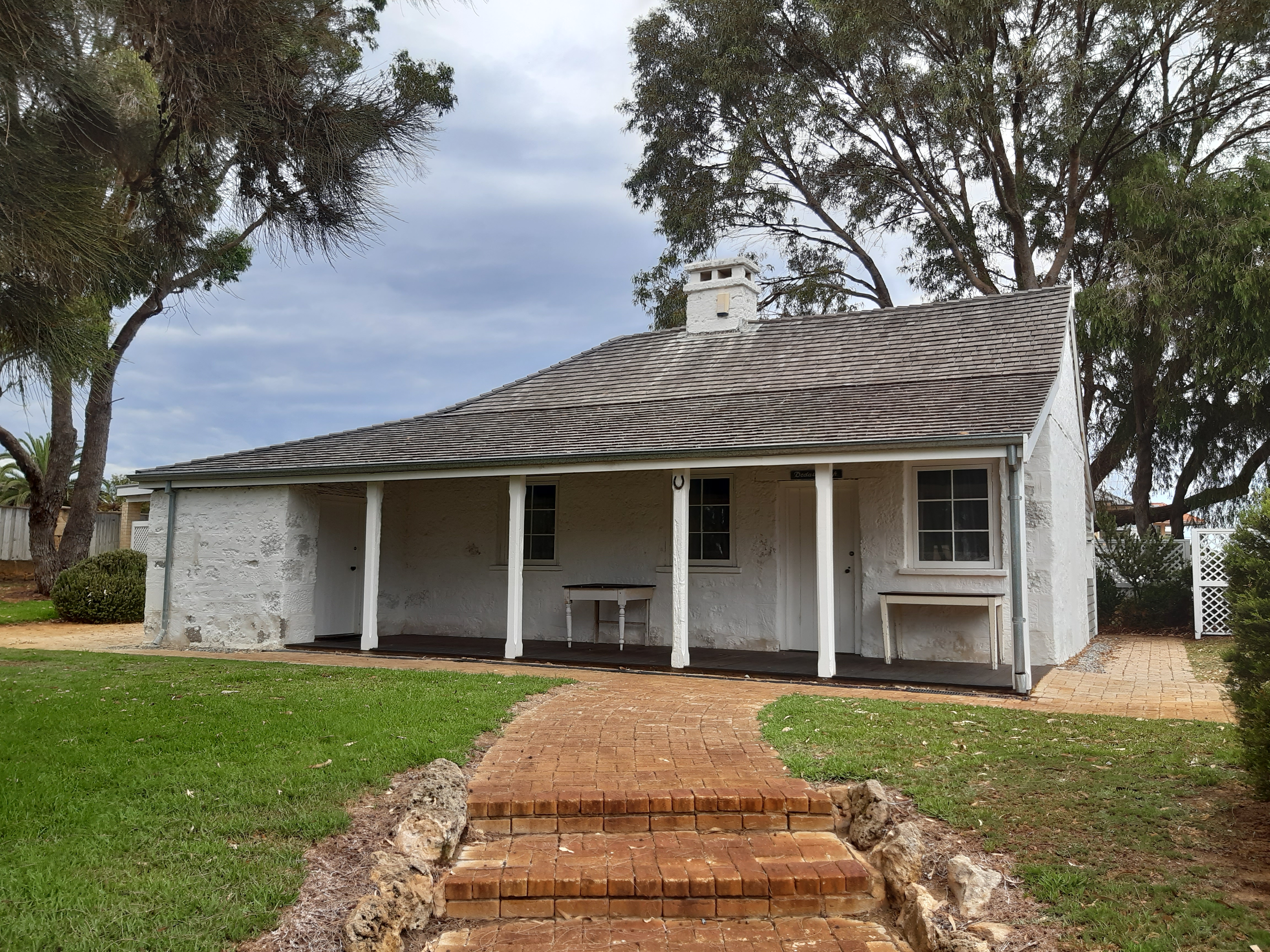
'Hall's Cottage'
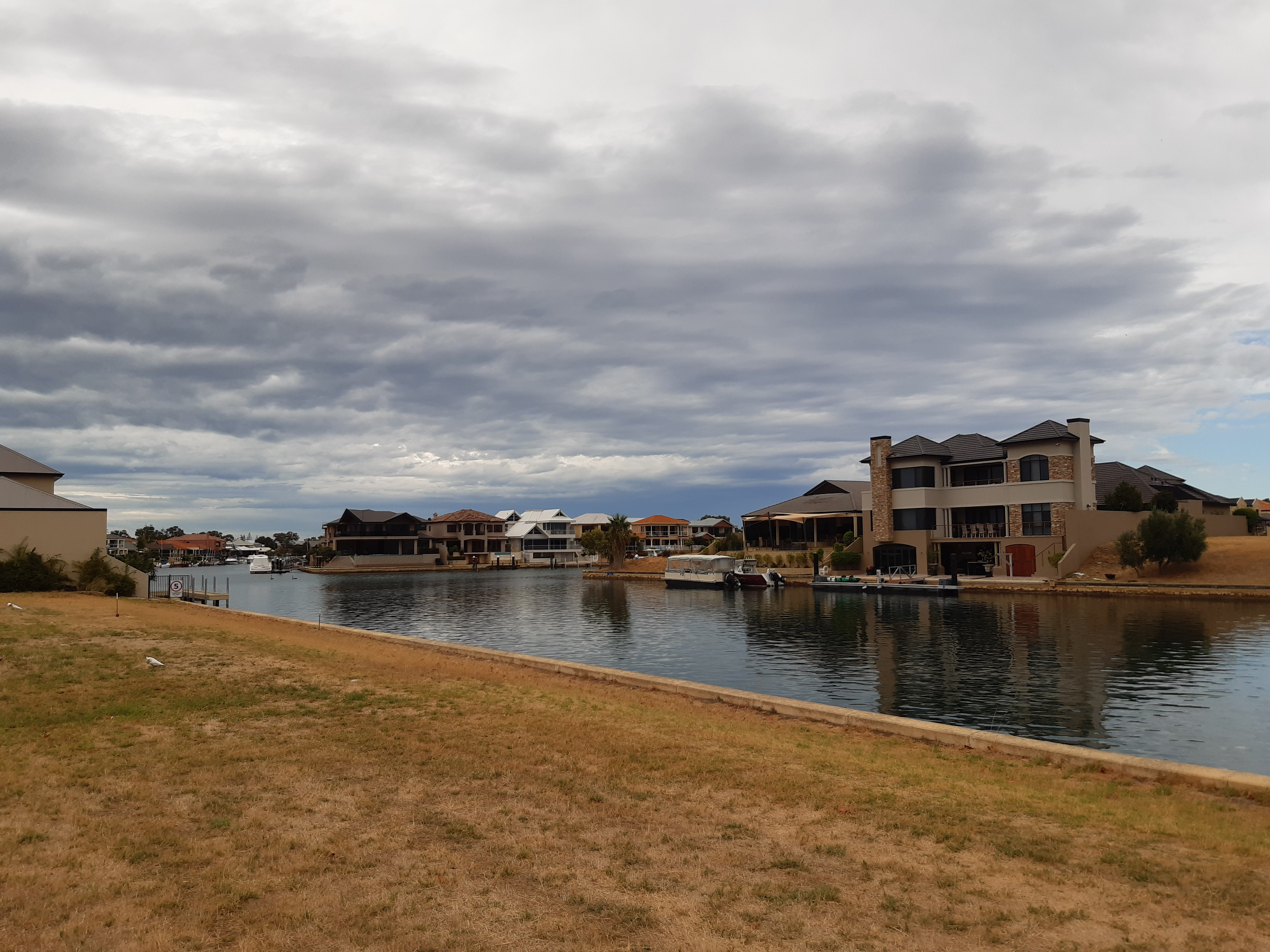
kanalen
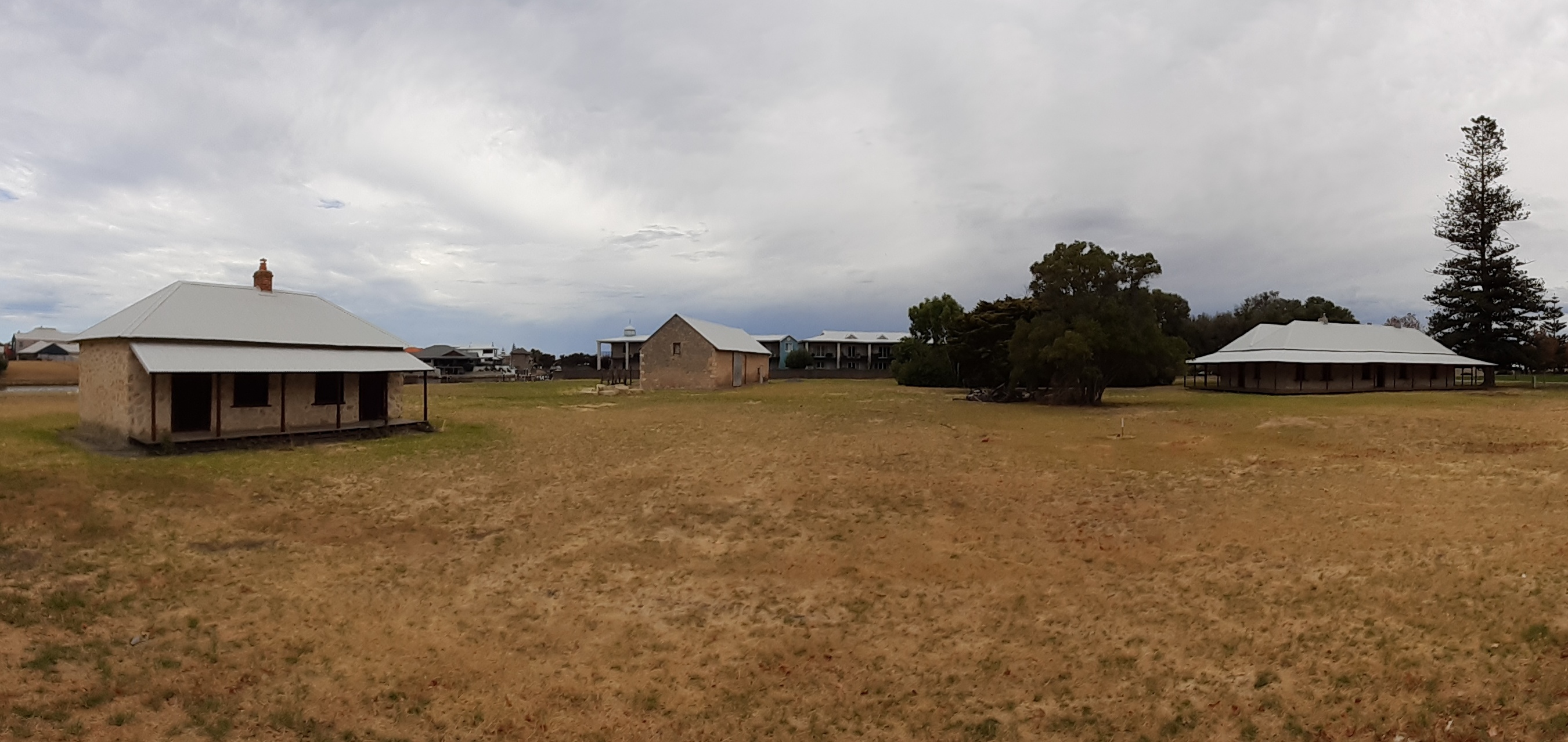
'Sutton's Farm'
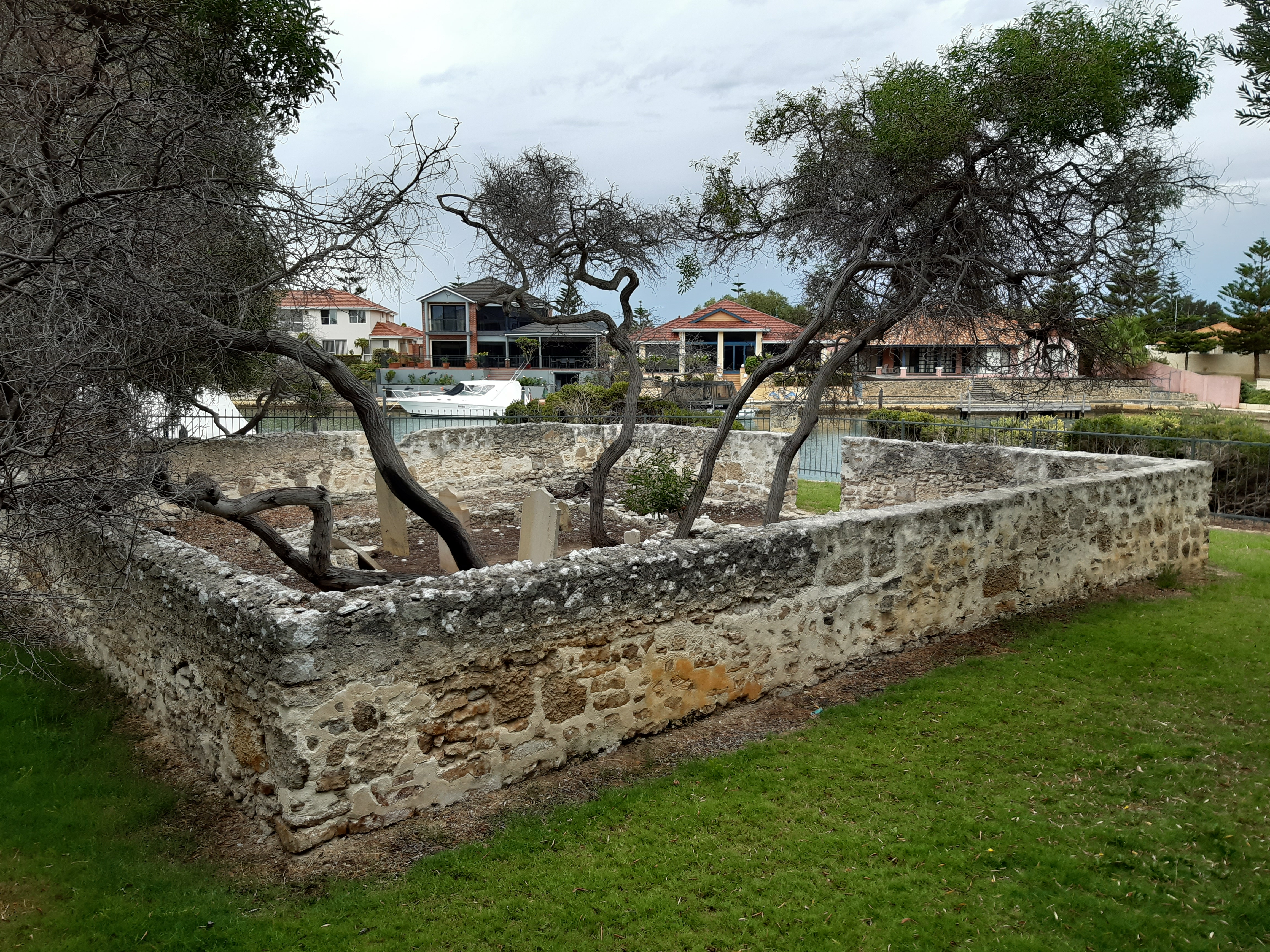
'Sutton Family Graveyard'